# Katastrof
Katastrof (grekiska καταστροφή ’omstörtande’), från κατά, (katá, ner, mot) + στρέφω, (stréphō, “jag vänder”). "Vändning nedåt". Katastrof betecknar en stor olycka med omfattande förstörelse. Exakt hur omfattande denna olycka eller förstörelse behöver vara för att klassas som en katastrof skiljer sig åt i olika sammanhang. Röda korset använder sig exempelvis av en definition som innebär att något är en katastrof då minst 10 personer dör och 100 personer drabbas. Socialstyrelsen använder istället en definition som innebär att en katastrof föreligger då fråga är om en allvarlig händelse där tillgängliga resurser är otillräckliga i förhållande till det akuta behovet och belastningen är så hög att normala kvalitetskrav trots adekvata åtgärder inte längre kan upprätthållas. FN definierar istället en katastrof som "a serious disruption of the functioning of a community or a society involving widespread human, material, economic or environmental losses and impacts, which exceeds the ability of the affected community or society to cope using its own resources."
Det som är avgörande för vad som klassas som en katastrof är alltså effekten eller effekterna av en viss händelse om inte händelsen i sig. Effekterna som anges i samtliga definitioner kan således föranledas av såväl naturfenomen som mänskliga handlingar, oavsiktliga eller avsiktliga.
Inom den svenska hälso- och sjukvården har ordet katastrof en egen definition som innebär att en katastrof är "en allvarlig händelse där tillgängliga resurser är otillräckliga i förhållande till det akuta vårdbehovet, och belastningen är så hög att normala kvalitetskrav för medicinsk behandling trots adekvata åtgärder inte längre kan upprätthållas."